# Danielle Bonel
Pour les articles homonymes, voir Bonel, Vigneau et Castaing.
Danielle Bonel, également connue sous le pseudonyme de Danielle Vigneau, est une actrice et danseuse française née le 2 août 1919 à Arcachon (Gironde) et morte le 3 avril 2012 à Nègrepelisse (Tarn-et-Garonne).
Elle est notamment connue pour avoir été de 1937 à 1963, la secrétaire et confidente de la chanteuse Édith Piaf,.

## Biographie
De son vrai nom Mauricette Castaing, elle commence une carrière d'actrice à l'âge de quatre ans sous le nom de « Danielle Vigneau », dans les films muets Le Loup-garou de Pierre Bressol et Jacques Roullet, et Violettes impériales d'Henry Roussell,. À l'âge de huit ans, elle devient danseuse au cabaret parisien du Moulin-Rouge, avant de s'orienter vers la danse classique.
À partir de 1937, elle se produit à l'ABC ; c'est à cette époque qu'elle rencontre Édith Piaf. Les deux femmes deviennent inséparables. Le 9 octobre 1951, Danielle épouse Marcel Boniface dit Marc Bonel, l'accordéoniste de Piaf, qui est témoin du mariage,.
Secrétaire personnelle et confidente de « la Môme » durant 26 ans, c'est Danielle Bonel « qui lui a fermé les yeux » à sa mort, le 10 octobre 1963,. Elle et son mari s'installent par la suite à Saint-Antonin-Noble-Val, là où Danielle Bonel avait acheté et aménagé une maison intitulée La Pélagie, pour qu'Édith Piaf vienne s'y reposer. Cette dernière est morte avant, la propriété a été transformée en petit musée consacré à la chanteuse. En 1993, les époux Bonel publient Édith Piaf, le temps d'une vie qui retrace la vie de la chanteuse.
Son mari meurt le 10 mai 2002 et Danielle Bonel fait don à la Bibliothèque nationale de France de toutes les affaires d'Édith Piaf qu'elle avait gardées. Elle est nommée par la suite présidente d'honneur de l'association Loisirs et Culture de la ville de Canals (Tarn-et-Garonne).
Danielle Bonel meurt le 3 avril 2012 à l'âge de 92 ans à Nègrepelisse (Tarn-et-Garonne). Ses obsèques ont lieu quatre jours plus tard à Saint-Antonin-Noble-Val,.

## Filmographie
- 1923 : Le Loup-garou de Pierre Bressol et Jacques Roullet
- 1924 :  Violettes impériales d'Henry Roussell
- 1929 : Âmes d'enfants de Jean Benoit-Lévy et Marie Epstein[3]
- 1951 : Le Don d'Adèle d'Émile Couzinet

## Témoignage
Lors de la sortie du film d'Olivier Dahan La Môme en 2007, l'ancienne confidente d'Édith Piaf, dont le rôle est interprété à l'écran par Élisabeth Commelin, déclare : « Pour moi, dans le film c'est pas elle, je ne la reconnais pas. C'est du drame exagéré. Pas la véritable histoire de sa vie, qui a été beaucoup plus belle que le film ne le dit. ».